# 连江县人民政府
连江县人民政府是中华人民共和国福建省福州市连江县的地方行政机构。连江县人民政府办公地址位于凤城镇八一六北路81号。由福建省人民政府和福州市人民政府领导。

## 现任领导
| 县长   | 郭勇                                       | 郭勇                 |
| 副县长 | 张记欢(县委常委、县政府党组副书记、副县长) |                      |
| 副县长 | 刘麟翔                                     | 梁仁昌(县公安局局长) |
| 副县长 | 任庆林                                     | 王煜                 |
| 副县长 | 高 晶                                      | 周守龙               |

## 县政府工作部门
连江县人民政府下辖22个工作部门：
- 连江县教育局
- 连江县发展和改革局
- 连江县工业和信息化局
- 连江县司法局
- 连江县民政局
- 连江县公安局
- 连江县人力资源和社会保障局
- 连江县住房和城乡建设局
- 连江县自然资源和规划局
- 连江县交通运输局
- 连江县财政局
- 连江县农业农村局
- 连江县水利局
- 连江县文化体育和旅游局
- 连江县卫生健康局
- 连江县应急管理局
- 连江县审计局
- 连江县林业局
- 连江县海洋与渔业局
- 连江县市场监督管理局
- 连江县统计局
- 连江县信访局

## 直属事业单位
连江县人民政府下辖10个直属事业单位：
- 连江县山仔水利枢纽管理处
- 连江县供销社合作社
- 连江县土地发展中心
- 连江县可门经济开发区管理委员会
- 连江县贵安温泉旅游区管理委员会
- 连江县防震减灾中心
- 连江县旅游事业发展中心
- 连江县教师进修学校
- 连江县智慧管理服务中心
- 长龙华侨农场

## 下辖乡镇人民政府
连江县人民政府下辖以下乡镇级行政单位：
凤城镇、敖江镇、东岱镇、琯头镇、晓澳镇、东湖镇、丹阳镇、长龙镇、透堡镇、马鼻镇、官坂镇、筱埕镇、黄岐镇、苔菉镇、浦口镇、坑园镇、潘渡镇、江南镇、下宫镇、蓼沿乡、安凯乡、小沧畲族乡和马祖乡。